# Museo Histórico de la Revolución
El Museo Histórico de la Revolución es un recinto museográfico ubicado en la ciudad de Chihuahua inaugurado el 17 de noviembre de 1982. Muestra la vida de Francisco Villa durante su estancia como Gobernador de Chihuahua.

## Historia
Construcción realizada en 1905, fue inicialmente rentada y posteriormente comprada en 1911 por General Francisco Villa. La también conocida como Quinta Luz —en honor a su esposa Luz Corral— fue remodelada y ampliada en 1914. Abandonada por cinco años cuando el centauro del norte se refugió en Estados Unidos, al regresar fue nuevamente empleada hasta la muerte del Gral. Villa en 1923; posterior a este suceso, Luz Corral, tomó como uso parcial como su domicilio y creó el museo Museo División del Norte y Casa Villa.
En 1981 Luz Corral donó a la Secretaría de la Defensa Nacional el inmueble condicionando a la permanencia del museo. Dada las pésimas condiciones del edificio fue restaurado y en 1982 reabrió como Museo Histórico de la Revolución.

## Salas
Tiene cuatro secciones:
- La planta baja, con objetos cotidianos a la vida del Gral. Villa.
- Una capilla y sala de armas.
- El automóvil donde fue asesinado.
- Objetos relacionados con su muerte.